# (6706) 1988 VD3
A (6706) 1988 VD3 a Naprendszer kisbolygóövében található aszteroida. Takuo Kojima fedezte fel 1988. november 11-én.